# 古川綾子 (国文学者)
古川 綾子（ふるかわ あやこ、1973年 - ）は、上方芸能研究者。大阪樟蔭女子大学学芸学部国文科准教授。デジタルアーカイブ学会所属。

## 来歴
兵庫県生まれ。1997年立命館大学大学院修士課程修了（日本文学）、2006年大阪大学大学院博士課程単位取得退学。おもな研究テーマは上方芸能・上方文化を中心とした日本芸能史、デジタルアーカイブの研究。
大学院時代、放送局に保管されていた漫談テープをデジタル化するアルバイトに携わったことがきっかけで上方芸能を研究する道を選んだ。2001年から2014年まで学芸員として大阪府立上方演芸資料館（ワッハ上方）に勤務。2012年から桂米朝の自宅の資料整理にも携わった。
近畿大学・大阪商業大学非常勤講師を経て2015年10月から2020年9月まで国際日本文化研究センター特任助教（のちに助教）。2020年6月にはレコードコレクター森川司（1923- 2014）から同所に寄贈された1万枚の浪曲SPレコードのデジタルアーカイブのデータベース化と公開に携わった。2021年4月から現職。
文化庁芸術祭執行委員会審査委員、文化庁芸術選奨（大衆芸能部門）選考審査委員、上方漫才大賞審査委員、讀賣テレビ番組審議会委員、日本民間放送連盟賞審査委員なども務める。
2024年4月から、大阪・博労町のスペース空で「Book cafe 上方演芸」を毎週土曜日のみオープンさせた。

## 人物
高校時代はダウンダウンの漫才と「こまつ座」に夢中になり、井上ひさしにファンレターを出したこともある。学生時代はアルバイト代をお笑いライブにつぎ込んでいた。

## 著作
- 「上方芸人自分史秘録」（2011年8月、日本経済新聞出版社) ISBN 9784532195922

### 執筆・解説
- 浪花千栄子「水のように」（2020年11月、朝日新聞出版）ISBN 978-4022517241 - 解説

### 時代考証
- おちょやん（2020年、NHK)[8]

## 出演

### ラジオ
- 令和の上方ラクゴロン！（ABCラジオ、2025年1月4日） - ゲスト